# Trolul (film)
Trolul (titlu original: Troll) este un film american de comedie de groază din 1986 regizat de John Carl Buechler. Este produs de Charles Band pentru Empire Pictures. Rolurile principale au fost interpretate de actorii Noah Hathaway, Michael Moriarty și Shelley Hack. A fost filmat în Italia în studiourile Stabilimenti Cinematografici Pontini de lângă Roma.
Filmele din 1990, Troll 2 și Troll 3 (Contamination .7 sau The Crawlers), nu au legătură cu acest film.

## Prezentare
Un rege trol malefic folosește puterile unui inel mistic pentru a invada un apartament din San Francisco unde locuiește o vrăjitoare puternică.

## Distribuție
- Noah Hathaway - Harry Potter Jr.
- Michael Moriarty - Harry Potter Sr.
- Shelley Hack - Anne Potter
- Jenny Beck - Wendy Anne Potter
- Sonny Bono - Peter Dickinson
- Phil Fondacaro - Malcolm Malory and Torok the Troll
- Brad Hall - William Daniels
- June Lockhart - Eunice St. Clair
  - Anne Lockhart - Young Eunice St. Clair
- Julia Louis-Dreyfus - Jeanette Cooper
- Gary Sandy - Barry Tabor